# سیموکا
سیموکا (به اسپانیایی: Simoca) یک منطقهٔ مسکونی در آرژانتین است که در Simoca Department واقع شده‌است. سیموکا ۵ کیلومتر مربع مساحت و ۸٬۳۵۱ نفر جمعیت دارد و ۳۰۱ متر بالاتر از سطح دریا واقع شده‌است.